# V1674 Геркулеса
V1674 Геркулеса (лат. V1674 Herculis) — быстрая новая, двойная катаклизмическая переменная звезда (NA), затем промежуточный поляр в созвездии Геркулеса на расстоянии приблизительно 15329 световых лет (около 4700 парсек) от Солнца. Видимая звёздная величина звезды — от менее +20m до +6,13m. Орбитальный период — около 0,1529 суток (3,6704 часа).
Открыта Сэйдзи Уэдой 12 июня 2021 года.

## Характеристики
Первый компонент — аккрецирующий белый карлик спектрального класса pec(Nova).